# ファミリー・プロット
『ファミリー・プロット』（Family Plot）は、1976年のアメリカ合衆国のサスペンス・コメディ映画。アルフレッド・ヒッチコック監督の最後の作品で、出演はカレン・ブラックとブルース・ダーンなど。
日本初上映時の邦題は『ヒッチコックのファミリー・プロット』。本作はヴィクター・カニングの1972年の小説『階段』（邦訳：1974年・立風書房）を原作としている。
タイトルの「プロット」は「墓地の一区画」を意味する。

## ストーリー
インチキ霊媒師のブランチ（バーバラ・ハリス）は、恋人のジョージ（ブルース・ダーン）が調べた情報を元に依頼人の過去を伝えて金銭を得ていた。ある日、ブランチがいつものように資産家のジュリア・レインバード（キャスリーン・ネスビット）を相手にインチキ霊媒を行っていたところ、彼女が未婚の妹が生んだ子供を世間体を気にして養子に出したこと、その子供に全財産を譲ろうとしていること、そして「子供を見付け出してくれれば1万ドルの報酬を渡す」つもりであることを告げられる。早速、ブランチはジョージに子供を探すように頼む。ジョージは当初、ブランチのせいで本業のタクシー運転手の仕事が疎かになっていることを理由に断ろうとするが、1万ドルの報酬の話を聞き子供を探し始める。調査の結果、子供の名前が「エドワード・シューブリッジ」であることを突き止めたが、彼は義父母と共に火事で死んでいたことが発覚する。しかし、彼の墓が義父母の墓と比べて新しいものだと気付いたジョージは調査を進め、マロニー（エド・ローター）という男がエドワードの死亡証明申請を行っていたことを知る。
ジョージの訪問を受けたマロニーは、街の宝石商アダムソン（ウィリアム・ディヴェイン）の元を訪れる。アダムソンの正体はエドワードであり、彼はマロニーと組んで義父母を火事に見せかけて殺害していた。マロニーは「正体を探りに来たジョージを殺そう」と持ちかけるが、身代金誘拐を繰り返していたアダムソンは警察に睨まれることを避けるために自分がジョージを探ることを告げる。アダムソンは妻のフラン（カレン・ブラック）と共にジョージとブランチの身辺を探るが、二人がインチキ霊媒をしていることを知り、それほど危険な存在ではないと判断する。一方、ブランチは教会のウッド司教（ウィリアム・プリンス）がエドワードの過去を知っていることを掴み、ジョージを教会に向かわせるが、ウッドは彼の目前でエドワードとフランに誘拐される。二人は身代金として宝石を要求するが、現場にジョージがいたことを知ったエドワードは、彼らを危険視してマロニーに始末を依頼する。
マロニーは「エドワードの情報を教える」と言って、ブランチとジョージを山の喫茶店に呼び出し、二人の車のブレーキに細工を施す。待ち合わせをすっぽかされた二人は車に乗り込み山を下りようとするが、ブレーキが壊されていることに気付き窮地に陥る。車は路肩に乗り上げて停止して二人は助かるが、そこにマロニーが現れて二人を轢き殺そうとする。しかし、対向車線から飛び出して来た車を避けようとしたマロニーの車は山から転落して、彼は死んでしまう。ジョージはマロニーの葬儀に参列し、マロニー夫人（キャサリン・ヘルモンド）からエドワードが「アーサー・アダムソン」と名乗っていることを聞き出す。ブランチはアダムソンを探すように頼むが、ジョージは無断欠勤がバレて仕事に向かうことになり、彼女は一人で街中の「アーサー・アダムソン」の元を訪れて聞き込みを行う。
アダムソンとフランは、身代金のダイヤを受け取りに行くためにウッド司教を監禁部屋から連れ出すが、そこでブランチと鉢合わせになってしまう。1万ドルが手に入ると喜ぶブランチだったが、ウッド司教の姿を見てしまったためエドワードに監禁されてしまう。彼は身代金の受け取りが終わり次第、ブランチを始末することに決め、受け渡し場所に向かう。その頃、仕事途中のジョージは街中でブランチの車を発見し、アダムソンの家に乗り込み彼女を発見する。二人は協力して、身代金の受け取りから戻って来たアダムソンとフランを監禁部屋に閉じ込めることに成功する。アダムソンとフランの宝石の隠し場所を気にするジョージの思いに応えるかのように、ブランチは突然「トランス状態」となって「覚醒」し、シャンデリアの装飾の中に隠されていた宝石を指し示す。ジョージはブランチが本当の霊能力を発揮したのだと称賛し、警察とレインバードに電話をかける。その様子を確認したのち、ブランチは本作の観客に向けてウインクを送る。

## キャスト
| 役名                   | 俳優                     | 日本語吹替                                                   | 日本語吹替                                                    |
| 役名                   | 俳優                     | TBS版                                                        | ソフト版                                                      |
| ---------------------- | ------------------------ | ------------------------------------------------------------ | ------------------------------------------------------------- |
| ブランチ・タイラー     | バーバラ・ハリス         | 小原乃梨子                                                   | 松本梨香                                                      |
| ジョージ・ラムレイ     | ブルース・ダーン         | 山田康雄                                                     | 安原義人                                                      |
| アーサー・アダムソン   | ウィリアム・ディヴェイン | 田中信夫                                                     | 銀河万丈                                                      |
| フラン                 | カレン・ブラック         | 此島愛子                                                     | 高島雅羅                                                      |
| ジョセフ・P・マロニー  | エド・ローター           | 村松康雄                                                     | 田中正彦                                                      |
| ジュリア・レインバード | キャスリーン・ネスビット | 川路夏子                                                     | 京田尚子                                                      |
| マロニー夫人           | キャサリン・ヘルモンド   | 鈴木れい子                                                   | 槇原千夏                                                      |
| ホイーラー             | チャールズ・タイナー     | 北村弘一                                                     |                                                               |
| 不明 その他            |                          | 岸野一彦 政宗一成 巴菁子 峰あつ子 山田礼子 金尾哲夫 小林通孝 |                                                               |
|                        |                          |                                                              |                                                               |
| 演出                   | 演出                     | 佐藤敏夫                                                     |                                                               |
| 翻訳                   | 翻訳                     | 木原たけし                                                   |                                                               |
| 効果                   | 効果                     | TFC                                                          |                                                               |
| 調整                   | 調整                     | 前田仁信                                                     |                                                               |
| 制作                   | 制作                     | 東北新社                                                     |                                                               |
| 解説                   | 解説                     | 荻昌弘                                                       |                                                               |
| 初回放送               | 初回放送                 | 1980年5月5日 『月曜ロードショー』 21:02-22:54                | 2012年11月2日 ジェネオン・ユニバーサルから 販売されたBDに収録 |

## 備考

### 脚本
本作の脚本はヴィクター・カニングによる1972年の小説『階段』（邦訳：1974年・立風書房）を原作としてアーネスト・レーマンが執筆したものである。レーマンは当初、本作の脚本を劇的でダークなものにしようとしていたが、監督のアルフレッド・ヒッチコックからはライトなコメディとして執筆するよう要求され続けた。結果として完成したレーマンの脚本は1977年のエドガー賞を受賞している。

### 配役
ヒッチコックは当初、アダムソン役としてバート・レイノルズやロイ・シャイダー、ジョージ役としてアル・パチーノやエドワード・フォックス、フラン役としてフェイ・ダナウェイやキャサリン・ロス、ブランチ役としてビヴァリー・シルズやゴールディ・ホーンの起用をそれぞれ検討させられていた。シビル・シェパードもフラン役での出演を希望していたことを自伝で明かしている。
ジョージ役を演じたブルース・ダーンにとって、ヒッチコック作品に出演するのは本作で3作目となった。1964年1月に放映された『ヒッチコック劇場』の一篇で主人公の隣人役を演じたのに加え、同年7月に公開された『マーニー』では不運な船乗りを演じている。

### 音楽
本作はジョン・ウィリアムズが音楽を担当した唯一のヒッチコック作品である。この頃、ウィリアムズはスティーヴン・スピルバーグ監督の『ジョーズ』の作曲家としてアカデミー作曲賞を受賞したばかりだった。ヒッチコックはウィリアムズに対し、暗い場面には軽快な音楽をあてるべきだと主張するとともに、「ウィリアムズさん、殺人は楽しいものであり得るのですよ」とのアドバイスを告げたという。
本作のオリジナルサウンドトラックは公開時には発売されなかった。ウィリアムズやヒッチコック作品のコンピレーションアルバムにテーマ曲が収録されることはあったものの、完全版のオリジナルサウンドトラックが発売されたのは公開から34年後の2010年のことだった。

### 衣裳
本作の衣裳デザインはイーディス・ヘッドが担当している。1954年公開の『裏窓』以降、多くのヒッチコック作品で衣装デザインを担当してきたヘッドにとって、本作はスタッフとして携わる11作目のヒッチコック作品となった。

## 作品の評価
Rotten Tomatoesによれば、批評家の一致した見解は「サスペンスの巨匠の白鳥の歌（最後の作品）は、彼が低俗なスリルを狙って目標を達成したことがわかる作品で、気持ちの良い切れ味とともに意外な展開をする犯罪物語を提供している」というものであり、36件の評論のうち高評価は92%にあたる33件で、平均点は10点満点中7点となっている。
Metacriticによれば、8件の評論のうち高評価は7件、賛否混在は1件で、低評価はなく、平均点は100点満点中79点となっている。

## ヒッチコックの登場シーン
本編40分辺り、役所の戸籍係の事務所のドアのくもりガラスに映るシルエットで登場。女性らしき人物と口論をしている。